# Savvy & Mandy

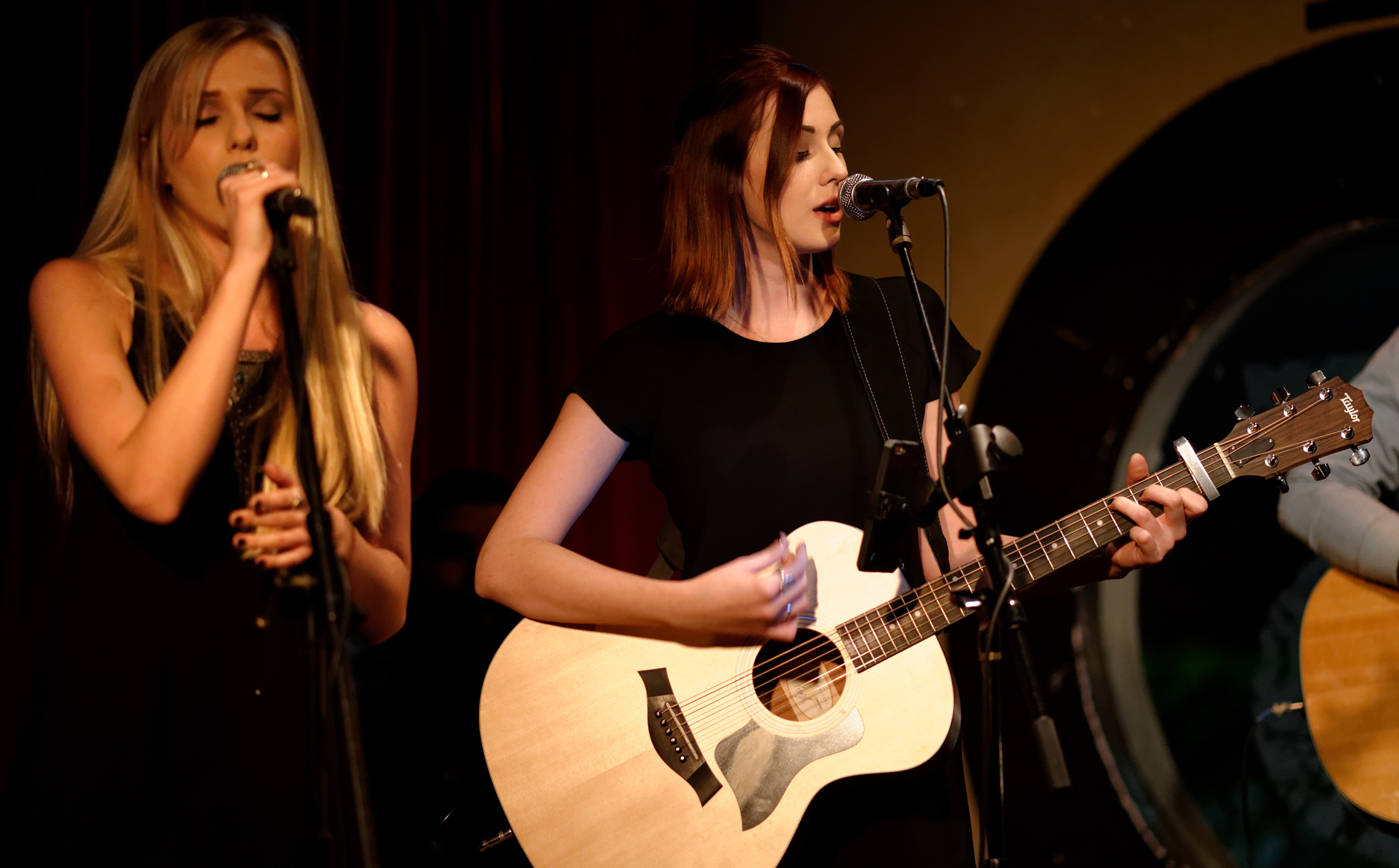
Savvy & Mandy performant en direct à la Room 5 Lounge à Los Angeles le 4 novembre 2015.

Savvy & Mandy est un groupe américain formé par les deux sœurs Savannah Shay "Savvy" Burhoe (née le 10 août 1993) et Amanda Quinn "Mandy" Burhoe (née le 12 octobre 1995). Elles ont débuté en tant qu'actrices et mannequins. Lorsqu'elles se sont lancées dans la musique en 2007, Savvy avait 14 ans et Mandy avait 12 ans. Elles ont grandi à Hollywood en Californie.

## Discographie
2008 : Here We Are
2009 : inconnue
Singles
2008 : Waiting For The Hearbreak
2008 : Here I Am
2009 : This Is Me
2010 : Favorite Song
2010 : Words
Autres chansons
- What You See Is What You Get
- Shell Shoked
- Heart Broken